# Грюнер-Зе
Грюнер-Зе ([ɡʁyːnɐ zeː]; нем. Grüner See, рус. Зелёное озеро) — озеро в австрийской федеральной земле Штирии, в деревне Трагёс. Окружено горами Хохшваб и лесами. Название «Грюнер-Зе» возникло из-за цвета его изумрудно-зелёной воды.
Чистая и прозрачная вода — результат снеготаяния с карстовых гор, она имеет температуру в 6—7 °C. Зимой глубина озера составляет от 1 до 2 метров, а окружающая озеро местность используется как окружной парк. Тем не менее, летом, когда температура повышается и снег начинает таять, бассейн озера наполняется водой. Грюнер-Зе имеет максимальную глубину (примерно 12 м) с середины мая по июнь; утверждается, что в это время оно выглядит наиболее красиво. В июле вода начинает отступать.
В озере поддерживается разнообразие фауны: там живут улитки, ветвистоусые раки (обыкновенная дафния), небольшие крабы, личинки мух и различные виды форели. Флора небогата из-за каменистого дна озера. К тому же, глубина озера изменчива из-за подтока, происходящего из-за таяния снегов.
Озеро популярно среди дайверов, обозревающих во время погружения зелёные луга на краю Грюнер-Зе, особенно в июне, когда озеро достигает максимальной глубины. Под водой в это время находятся мост и парковая скамья.

## Галерея
- Дорога под водой
- Скамейка под водой
- Дайвер в Грюнер-Зе
- Донная растительность